# Japan Transport Safety Board
Le Japan Transport Safety Board (JTSB; "Bureau japonais de sécurité des transports," en japonais : 運輸安全委員会 Un'yu Anzen Iinkai) est l'organisme de Japon permanent, chargé des enquêtes sur les accidents et les incidents graves en transport maritime, transport ferroviaire et en aviation publique et générale qui surviennent sur le territoire de Japon. Le JTSB a son siège à Kasumigaseki, Chiyoda, Tokyo,.
Le 1er octobre 2008, le JTSB a été créé et du Japan Marine Accident Inquiry Agency (en) (JMAIA "Agence japonaise d'enquête des accidents maritimes" et l'Aircraft and Railway Accidents Investigation Commission (en) (ARAIC, "Commission d'investigation des accidents aériens et ferroviaires").
À partir de 2020 le chef du JTSB est Nobuo Takeda (武田 展雄, Takeda Nobuo).